# سکولسک
سکولسک (به لهستانی:  Skulsk) یک روستا در لهستان است که در گمینا سکولسک واقع شده‌است. سکولسک ۱٬۴۰۰ نفر جمعیت دارد.